# Wasserturm Athensleben

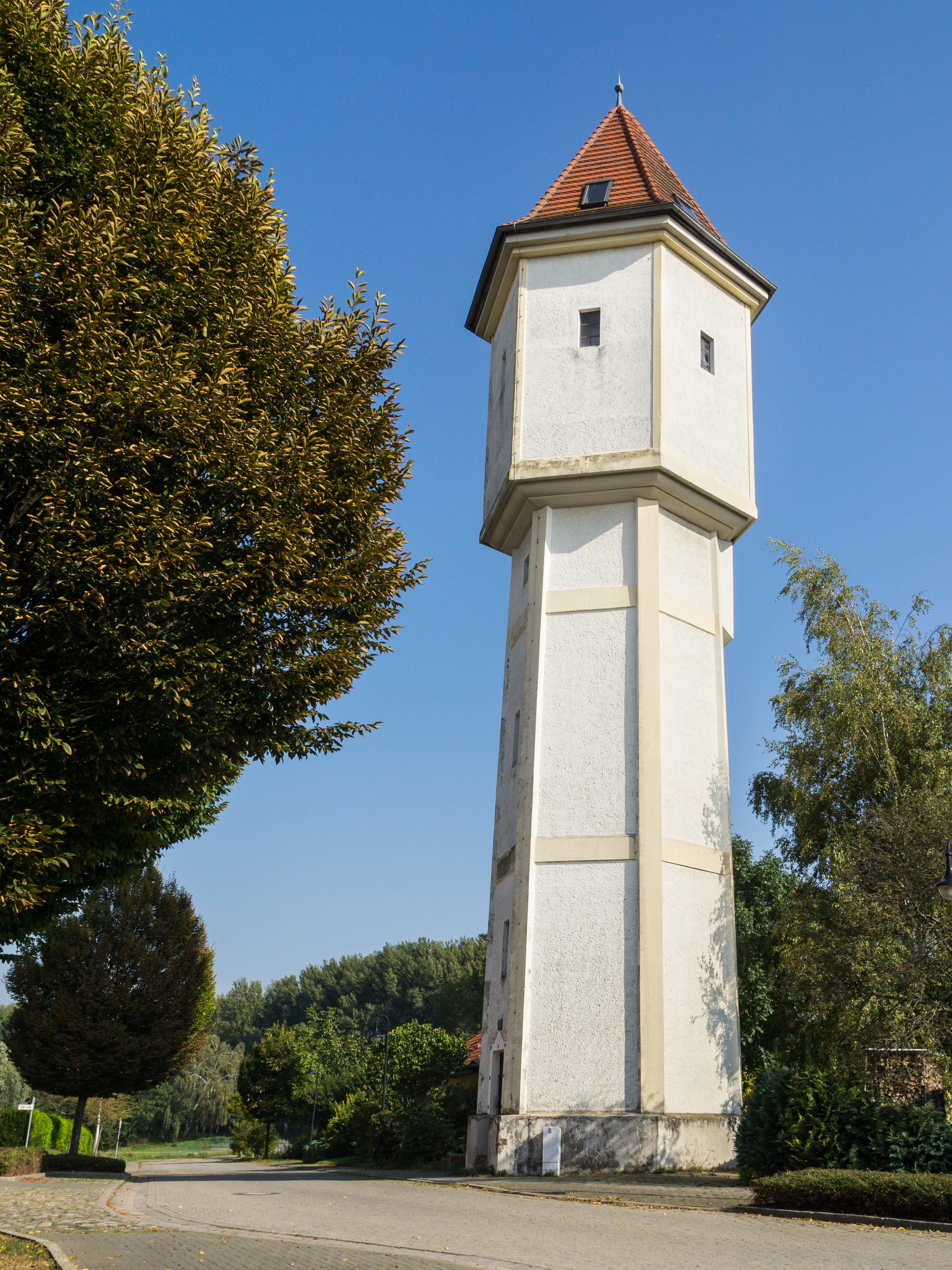
Wasserturm in Athensleben

Der Wasserturm in Athensleben ist ein Hochbehälter in der Stadt Staßfurt im Salzlandkreis in Sachsen-Anhalt. Er gilt als Wahrzeichen von Athensleben.

## Geschichte
Athensleben profitierte nicht im gleichen Maße wie die Nachbardörfer von der Entdeckung der Staßfurter Kalisalzlagerstätte im 19. Jahrhundert. Den wirtschaftlichen Aufschwung der Region förderte auch der Braunkohletagebau, doch dieser bedrohte später die Wasserversorgung, indem er die natürliche Wasserführung veränderte, so dass im Jahr 1926 eine Trinkwasserleitung verlegt wurde. In diesem Zusammenhang wurden in Athensleben und Löderburg baugleiche Wassertürme errichtet, deren Finanzierung erst 1940 endgültig geklärt wurde. Im Jahr 1997 übernahm die Stadt Staßfurt beide Türme, um sie abzureißen, obwohl Athensleben damals noch gar nicht zu Staßfurt gehörte. Im Gemeinderat entschied man sich dann aber für den Erhalt und den Ausbau zu Aussichtstürmen. Am 6. Juli 1998 wurde der umgenutzte Turm von Löderburg eröffnet. Er hatte unter anderem eine neue Tür erhalten. Zudem wurde das Dach repariert.
Nachdem im Vorjahr der Wasserturm Löderburg saniert wurde, wurde im Jahr 2021 durch die Stadt Staßfurt die Sanierung des Athensleber Exemplars beantragt, was für Kontroversen sorgte. Durch die Nutzung als Aussichtsturm am Bode-Radweg erhofft sich Athensleben eine touristische Aufwertung. Allerdings ist der Turm aufgrund von Zuständigkeitsstreitigkeiten für die Öffentlichkeit gesperrt und war in den Jahren zuvor ebenfalls nur unregelmäßig geöffnet.

## Baubeschreibung
Erbaut wurde ein achteckiger Turmschaft mit achteckigem Behälter-Aufsatz und achtseitigem Helm. Jede der Seiten im Dach und Aufsatz weist eigene Fenster auf, der Schaft hingegen nur an der Westseite, wo sich auch der Eingang befindet. Die Fassade des Betonbauwerks wird nur durch die leicht hervorgehobenen Ecken und Etagen gegliedert. Ebenso wird die Auskragung des Behälters und seines Daches durch eine leichte Farbabweichung betont, so dass auch die horizontale Gliederung verdeutlicht wird. Der Turm im Nordbereich des kleinen Dorfes steht als Baudenkmal unter Denkmalschutz und ist im Denkmalverzeichnis mit der Nummer 094 90160 erfasst.